# C/1999 E1 Li
C/1999 E1 Li è una cometa periodica appartenente alla famiglia delle comete halleidi; la cometa è stata scoperta il 13 marzo 1999 dall'astronomo Weidong Li. Unica particolarità della cometa è di avere una piccola MOID col pianeta Urano.